# Piotr (kardynał S. Marcello)
Piotr (zm. po 11 kwietnia 1139) – kardynał prezbiter S. Marcello w latach 1120–39.
O jego pochodzeniu nie wiadomo nic pewnego. Został mianowany kardynałem przez papieża Kaliksta II prawdopodobnie w czerwcu 1120. W lutym 1130 stanął po stronie antypapieża Anakleta II, a przeciw prawowitemu papieżowi Innocentemu II. Po zakończeniu schizmy anakletiańskiej w maju 1138 pojednał się z Innocentym II, który początkowo zatwierdził go na urzędzie kardynalskim. W kwietniu 1139 Sobór laterański II podjął jednak decyzję o depozycji wszystkich byłych stronników Anakleta II. Jego późniejsze losy nie są znane.
Kardynał Petrus z S. Marcello występuje jako świadek na licznych przywilejach Kaliksta II, Honoriusza II, Anakleta II i Innocentego II datowanych między 24 września 1120 a 11 kwietnia 1139.